# 드리핑

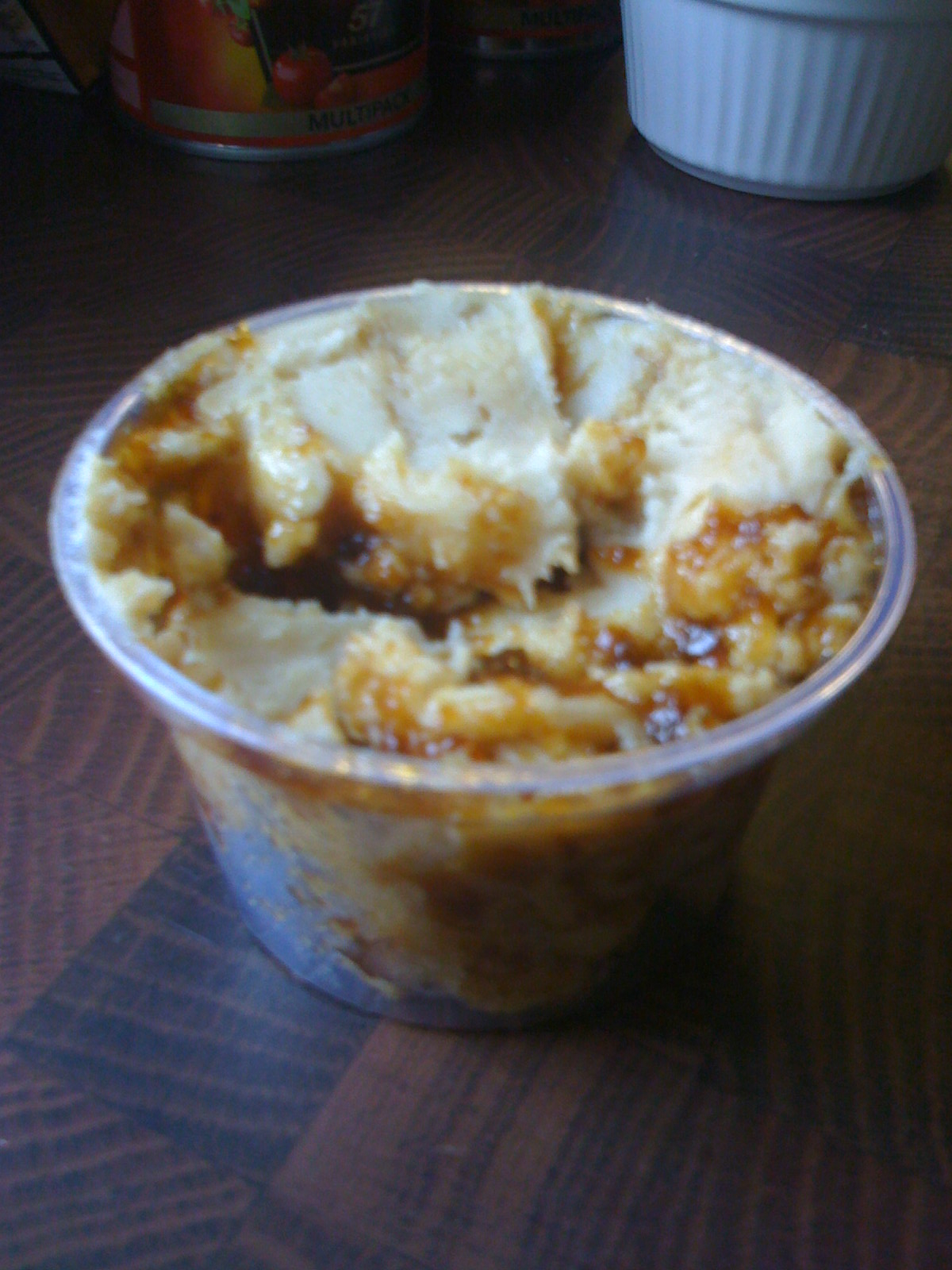
드리핑

드리핑(영어: dripping) 또는 고깃기름은 고기의 기름진 부분에서 얻은 기름이다. 쇠고기나 돼지고기로부터 얻은 드리핑이 영국 요리에서 흔히 쓰인다.

## 같이 보기
- 라드
- 슈말츠
- 탤로